# Liste der State-, U.S.- und Interstate-Highways in Hawaii
Dies ist eine Aufstellung von State Routes und Interstates im US-Bundesstaat Hawaii, nach Nummern.

## State Routes

### Gegenwärtige Strecken
- Hawaiʻi State Route 11
- Hawaiʻi State Route 15
- Hawaiʻi State Route 19
- Hawaiʻi State Route 22
- Hawaiʻi State Route 30
- Hawaiʻi State Route 31
- Hawaiʻi State Route 32
- Hawaiʻi State Route 32A
- Hawaiʻi State Route 32B
- Hawaiʻi State Route 36
- Hawaiʻi State Route 36A
- Hawaiʻi State Route 37
- Hawaiʻi State Route 50
- Hawaiʻi State Route 51
- Hawaiʻi State Route 56
- Hawaiʻi State Route 58
- Hawaiʻi State Route 61
- Hawaiʻi State Route 63
- Hawaiʻi State Route 64
- Hawaiʻi State Route 65
- Hawaiʻi State Route 72
- Hawaiʻi State Route 76
- Hawaiʻi State Route 78
- Hawaiʻi State Route 80
- Hawaiʻi State Route 83
- Hawaiʻi State Route 92
- Hawaiʻi State Route 93
- Hawaiʻi State Route 95
- Hawaiʻi State Route 98
- Hawaiʻi State Route 99
- Hawaiʻi State Route 130
- Hawaiʻi State Route 132
- Hawaiʻi State Route 137
- Hawaiʻi State Route 139
- Hawaiʻi State Route 151
- Hawaiʻi State Route 160
- Hawaiʻi State Route 190
- Hawaiʻi State Route 197
- Hawaiʻi State Route 200
- Hawaiʻi State Route 220
- Hawaiʻi State Route 240
- Hawaiʻi State Route 250
- Hawaiʻi State Route 270
- Hawaiʻi State Route 310
- Hawaiʻi State Route 311
- Hawaiʻi State Route 340
- Hawaiʻi State Route 360
- Hawaiʻi State Route 361
- Hawaiʻi State Route 377
- Hawaiʻi State Route 378
- Hawaiʻi State Route 380
- Hawaiʻi State Route 440
- Hawaiʻi State Route 450
- Hawaiʻi State Route 460
- Hawaiʻi State Route 465
- Hawaiʻi State Route 470
- Hawaiʻi State Route 480
- Hawaiʻi State Route 540
- Hawaiʻi State Route 541
- Hawaiʻi State Route 550
- Hawaiʻi State Route 560
- Hawaiʻi State Route 570
- Hawaiʻi State Route 580
- Hawaiʻi State Route 583
- Hawaiʻi State Route 640
- Hawaiʻi State Route 750
- Hawaiʻi State Route 901
- Hawaiʻi State Route 930
- Hawaiʻi State Route 1370
- Hawaiʻi State Route 1970
- Hawaiʻi State Route 2000
- Hawaiʻi State Route 3400
- Hawaiʻi State Route 3500
- Hawaiʻi State Route 7012
- Hawaiʻi State Route 7101
- Hawaiʻi State Route 7110
- Hawaiʻi State Route 7141
- Hawaiʻi State Route 7241
- Hawaiʻi State Route 7310
- Hawaiʻi State Route 7345
- Hawaiʻi State Route 7350
- Hawaiʻi State Route 7351
- Hawaiʻi State Route 7401
- Hawaiʻi State Route 7413
- Hawaiʻi State Route 7415
- Hawaiʻi State Route 7439
- Hawaiʻi State Route 7601
- Hawaiʻi State Route 8930

### Geplante Strecken
- Hawaiʻi State Route 374
- Hawaiʻi State Route 3000
- Hawaiʻi State Route 3800

## Interstate Highways
Gegenwärtige Strecken:
- Interstate H-1
- Interstate H-2
- Interstate H-3
- Interstate H-201